# Брузімп'яно
Брузімп'яно (італ. Brusimpiano) — муніципалітет в Італії, у регіоні Ломбардія, провінція Варезе.
Брузімп'яно розташований на відстані близько 540 км на північний захід від Рима, 60 км на північний захід від Мілана, 16 км на північ від Варезе.
Населення — 1227 осіб (2014).

## Демографія
Населення за роками:

Станом на 1 січня 2023 року в муніципалітеті офіційно проживав 81 іноземець з 26 країн, серед них 22 громадяни країн Євросоюзу та 3 громадяни України.

## Сусідні муніципалітети
- Барбенго
- Казлано
- Куассо-аль-Монте
- Лавена-Понте-Треза
- Марціо
- Моркоте
- Порто-Черезіо